# Pitirim (Swiridow)
Pitirim, imię świeckie Piotr Piotrowicz Swiridow (ur. 9 grudnia?/21 grudnia 1887 w Pachotnym Ugole, zm. 10 sierpnia 1963) – biskup Rosyjskiego Kościoła Prawosławnego.

## Życiorys
Urodził się w rodzinie chłopskiej. Ukończył kursy nauczycielskie w szkołach cerkiewnych i od 1907 pracował w różnych szkołach parafialnych w guberni saratowskiej. W 1911 przyjął święcenia diakońskie. Dwa lata później został przyjęty na czwarty tok seminarium duchownego w Saratowie i dwa lata później przyjął święcenia kapłańskie. Służył w różnych parafiach w regionie saratowskim, następnie we wsi Tomyłowka (obwód kujbyszewski). W końcu lat 30. popierał ruch Żywej Cerkwi, ostatecznie jednak wycofał się z tego i złożył akt pokutny przed metropolitą moskiewskim i kołomieńskim Sergiuszem (Stragorodskim).
W 1941 był protoprezbiterem, służył w Kujbyszewie. W tym samym roku złożył wieczyste śluby zakonne, zaś 25 grudnia tego samego roku przyjął chirotonię na biskupa kujbyszewskiego. W 1942 przeniesiony do eparchii kałuskiej i borowskiej. Dwa lata później objął katedrę kurską i biełgorodzką. W 1945 został podniesiony do godności arcybiskupiej, zaś w 1947 – przeniesiony na katedrę mińską. Wcześniej, według niektórych źródeł, był biskupem łuckim i wołyńskim.
Od 1959 do 1960 był metropolitą leningradzkim i ładoskim, zaś od 1960 do swojej śmierci w 1963 – krutickim i kołomieńskim. Zasiadał w Świętym Synodzie Rosyjskiego Kościoła Prawosławnego.